# Patchoag
Patchoag ('gdje se dijele na dvoje,' što se odnosi na dva toka koji tvore jednu rijeku.— Trumbull). Pleme na južnoj obali Long Islanda., N. Y., koja se proteže od Patchoguea do Westhamptona. Jedno su od plemena uključenih u konfederaciju Metoac. Osim svog glavnog sela, koje je nosilo isto ime (nalayilo se kod današnje Patchogue), imali su i druga Fireplace, Mastic,  Moriches,  i  Westhampton. Indijanci Cannetquot bili su dio ovog plemena. Preživjeli su poznati kao Poosepatuck.
Connetquot Indijance, Thompson je opisao kao polu-pleme ili obitelj plemena Patchoag koje je 1683. nastanilo istočnu stranu rijeke Connetquot, oko Patchoguea, u okrugu Suffolk, Long Island, New York. Na drugom mjestu on uključuje ovo područje kao dio onog koji pripada Patchoagima. Čini se da je ime dijalektalni oblik Connecticuta.